# Уго Лопес-Гатель Рамірес
Уго Лопес-Гатель Рамірес (ісп. Hugo López-Gatell Ramírez; 22 лютого 1969, Мехіко) — мексиканський епідеміолог, дослідник, професор та державний чиновник. З 1 грудня 2018 року він очолює Підсекретаріат профілактики та зміцнення здоров’я в Міністерстві охорони здоров'я Мексики. 

## Біографія
Уго Лопес-Гатель Рамірес народився 22 лютого 1969 року в Мехіко, син Франциско Лопес-Гателла Трухільо та Маргарита Рамірес Дуарте. Його батько народився в Таррагоні, Каталонія, Іспанія в 1925 році, і приїхав до Мексики разом з батьками та дідусями-батьками як республіканці-емігранти. Батько працював урологом, а мати - медсестрою, і вони познайомилися, коли вони обоє працювали в лікарні 20 де Новімбре . 

### Академічна кар'єра
Лопес-Гатель навчався в Колегіо Мадрид.  Пізніше він вступив до Національного автономного університету Мексики, де закінчив в 1994 році,отримавши фах лікаря. Має спеціальність з внутрішньої медицини в Національному інституті медичних наук і харчування Сальвадора Субірана, яку закінчив у 2000 році; ступінь магістра медичних, стоматологічних та медичних наук з Національного автономного університету Мексики та докторантура з епідеміології, яку він закінчив у школі громадського здоров'я Блумберга в університеті Джона Хопкінса, отриману в 2006 році.   Під час докторантури він провів перспективне дослідження впливу туберкульозу на виживання ВІЛ- інфікованих чоловіків, яке було опубліковано як стаття у 2008 році. 
З першого грудня 2018 року і в даний час обіймає посаду керівника Заступника секретаріату з питань профілактики та зміцнення здоров’я Міністерства охорони здоров’я . 